# Waikabubak
Waikabubak est un kecamatan dans l'île indonésienne de Sumba dans la province des petites îles de la Sonde orientales. C'est le chef-lieu du kabupaten de Sumba occidental et la deuxième ville la plus importante de l'île après Waingapu.
La ville est desservie par l'aéroport de Tambolaka.

## Galerie

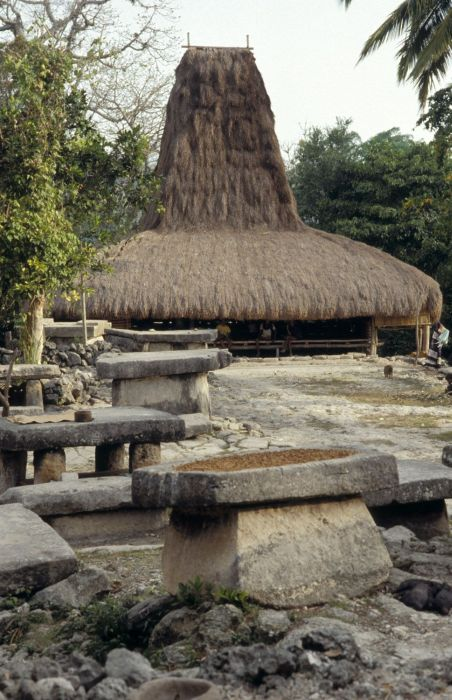
Maison traditionnelle dans le village de Tarung près de Waikabubak (photographie prise en 1990)
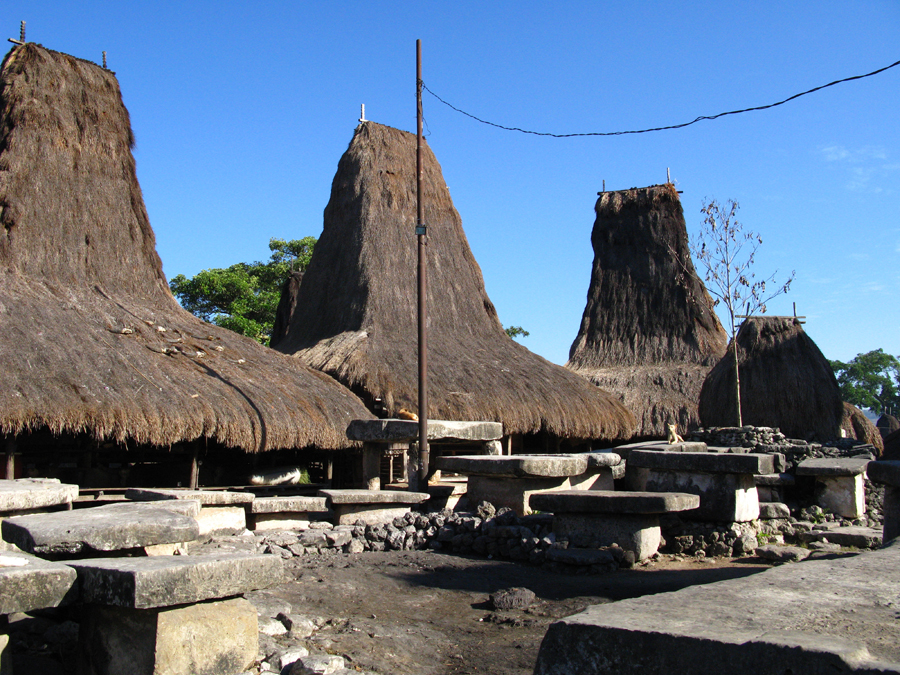
Tarung en 2008
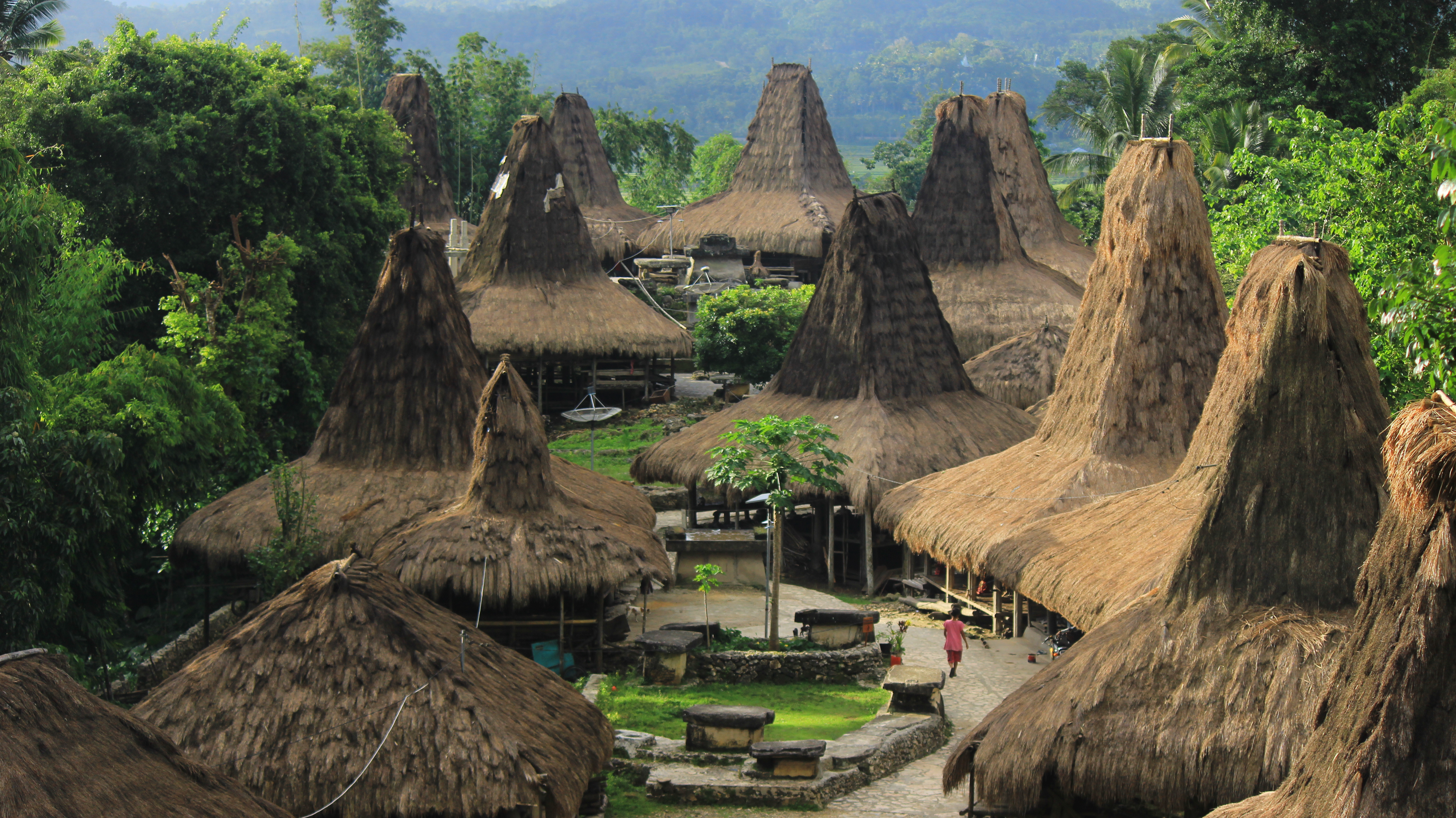
Praijing, un autre village coutumier près de Waikabubak (photographie prise en 2017)